# Tenkasu

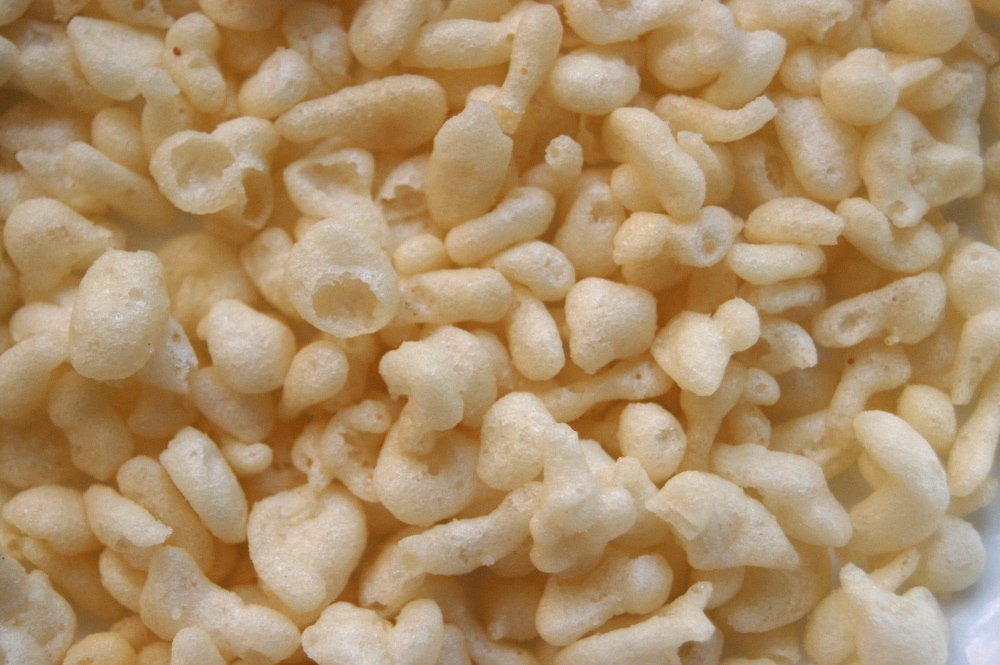
Detalle de los tenkasu.

Se llama tenkasu (天かす?) a unos trocitos crujientes de masa de harina frita presentes en la cocina japonesa, por ejemplo en el takoyaki, el okonomiyaki y el udon. El tenkasu también puede llamarse agedama (揚げ玉?).